# Nemty
Nemty (Antaeus v řečtině, ale pravděpodobně nebyl spojen s Antaeusem v řecké mytologii) byl v egyptské mytologii bůh uctívaný především v Antaeopolisu v severní části Horního Egypta.
Nemtyho uctívání je docela dávné, pochází minimálně z 2. dynastie, kdy už měl kněze zasvěcené jeho kultu. Původně se zdálo, že je Nemty patronem starověké oblasti kolem Badari, která byla středem kultu boha Hora. Kvůli nedostatku informací není příliš dobře známo, jaká byla původní funkce Nemtyho, nebo zda byl více než jen titul Horuse, který se odvolával na nějakou konkrétní funkci. 
Postupem času byl Nemty považován za boha převozníků, a proto byl zobrazen jako sokol stojící na lodi, odkaz na Horuse, který byl původně považován za sokola. Jako bůh převozníků získal titul Nemty, což znamená (ten kdo) cestuje. Jeho pozdější kultovní centrum bylo Antaeopolis, ale také v Per-Nemty (Dům Nemtyho).
Nemty se objevuje v příběhu, který popisuje vypořádání dědictví Osirise, viděného jako metafora pro dobytí Dolního Egypta Horním Egyptem (jehož patronem byl Seth ), na začátku Starého království . V tomto příběhu jeden z Sethových pokusů o získání moci spočívá v tom, že shromáždil bohy a poskytl dobré argumenty, které je všechny přesvědčily (v pozdějších tradicích, všechny kromě Thotha ). Seth se obává magického zásahu Isis, Osirisovy manželky (v rané egyptské mytologii), a tak pořádá shromáždění na ostrově a přikazuje Nemtymu, aby nedovolil nikomu převézt Isis. Isis se však přestrojila za starou ženu a nevědomky ji Nemty převzal poté, co zaplatila zlatým prstenem. Nemty je potrestán za svou chybu uříznutím prstů na nohou, což je mnohem závažnější, než se zdá, protože jako sokol již nemohl sedět, a tak by nemohl pobývat na lodi. 
Ve starší literatuře byly hieroglyfy boha čteny jako Anti nebo Anty . Několik studií potvrdilo, že toto čtení není správné. 